# Raymond Quinsac Monvoisin
Raymond Quinsac Monvoisin né le 31 mai 1790 à Bordeaux et mort le 26 mars 1870 à Boulogne-sur-Seine est un peintre français.
Actif en France et au Chili, il est connu pour ses portraits et ses scènes historiques.

## Biographie

### Jeunesse et formation
Bien qu'il ait entamé une carrière dans l'armée, sur l'indication de son père, Raymond Auguste Quinsac Monvoisin choisit, en 1808, de se consacrer pleinement à la peinture. Il quitte Bordeaux pour se rendre à Paris où il est employé à l'atelier de Pierre-Narcisse Guérin, avec qui il travaille sur des thèmes mythologiques dans un style néoclassique, qui attiraient toute l'attention des artistes et des savants de l'époque. Il étudie à l'école des beaux-arts de Versailles.

### Un peintre romantique
Son travail lui vaut bientôt le soutien de la critique. Ses œuvres connaissent alors un réel succès commercial. Il est employé par les commerçants, les banquiers et les autres membres de la nouvelle bourgeoisie émergente. Il débute au Salon du Louvre de 1819.
Influencé par la peinture romantique de son temps, il peint, entre autres, une représentation de la mort du poète Nicolas Gilbert à l'Hôtel-Dieu de Paris (huile sur toile, Paris, musée de l'Assistance publique - Hôpitaux de Paris). En 1837, il réalise Le 9 thermidor, un tableau en grisaille illustrant la chute de Robespierre (Vizille, musée de la Révolution française).

### Carrière chilienne
Après avoir obtenu la reconnaissance du Tout-Paris, il se rend en Italie où il obtient une bourse pour étudier à l'Académie de France à Rome, sise à la villa Médicis.
Intéressé par les possibilités qu'offrent les États nouvellement indépendants d'Amérique du Sud, Monvoisin se rend en Argentine et, de là, au Chili. Il y reçoit une invitation officielle du gouvernement chilien pour diriger l'Académie des beaux-arts de Santiago (en) qui a été officiellement fondée le 17 mars 1848. Il arrive à Santiago désargenté. Précédé par sa gloire, il est présenté aux familles en vue ; il acquiert une réputation de portraitiste à succès. Ses œuvres ont eu une influence décisive dans la nouvelle société chilienne, qui a acquis les inclinations de la mode européenne, en particulier française.
Il consacre ses efforts à de nombreuses activités différentes au cours de son séjour au Chili. Il voyage à travers le pays, investit dans les mines, et crée un élevage (hacienda).
Ses premières années comme professeur de dessin à Paris, où il eut entre autres comme élève Charles Carey, l'aident à former des artistes tels que Francisco Mandiola, Procesa Sarmiento (es), et la peintre française Clara Filleul, avec laquelle il fut un moteur de l'art pictural au Chili et en Argentine[réf. nécessaire].

### Un adepte du spiritisme
Dans « Entretiens d'outre-tombe » un article publié dans La Revue Spirite de mai 1866, l'abbé Laverdet écrit : « M. Monvoisin, l'éminent peintre d'histoire, spirite fervent, ayant désiré avoir de lui quelques paroles d'outre-tombe, nous pria de le faire évoquer. La communication qu'il a donnée ayant, pour son ami et pour son frère, un cachet incontestable d'identité, nous accédons au désir exprimé par ces deux messieurs en la publiant, et cela d'autant plus volontiers qu'elle est instructive à plus d'un égard. »
Raymond Quinsac Monvoisin revient en France en 1858, mais sa renommée avait disparu. Il meurt dans la pauvreté le 26 mars 1870, à Boulogne-sur-Seine.

Œuvres de Raymond Quinsac Monvoisin
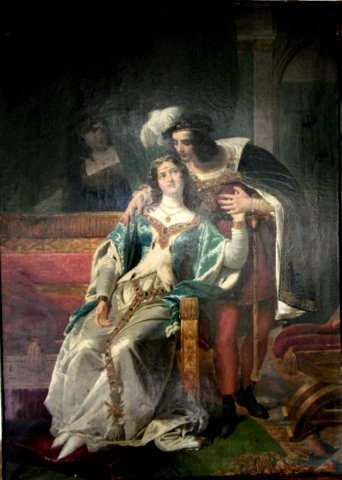
Rosemonde Clifford et le roi Henri II d'Angleterre (Salon de 1827), Orléans, musée des Beaux-Arts.
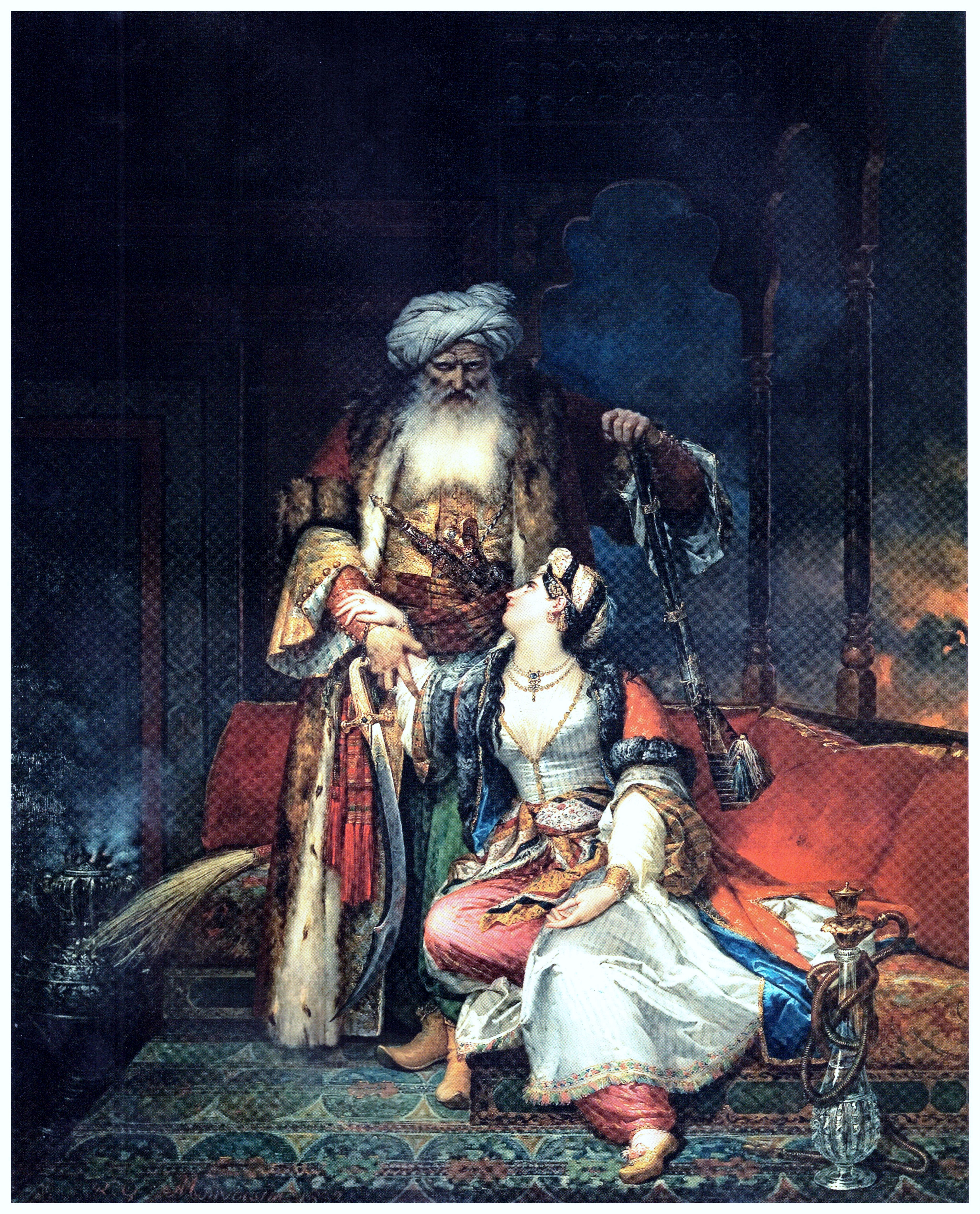
Ali-Pacha et Vasiliki (1832), Santiago du Chili, palais Cousiño.
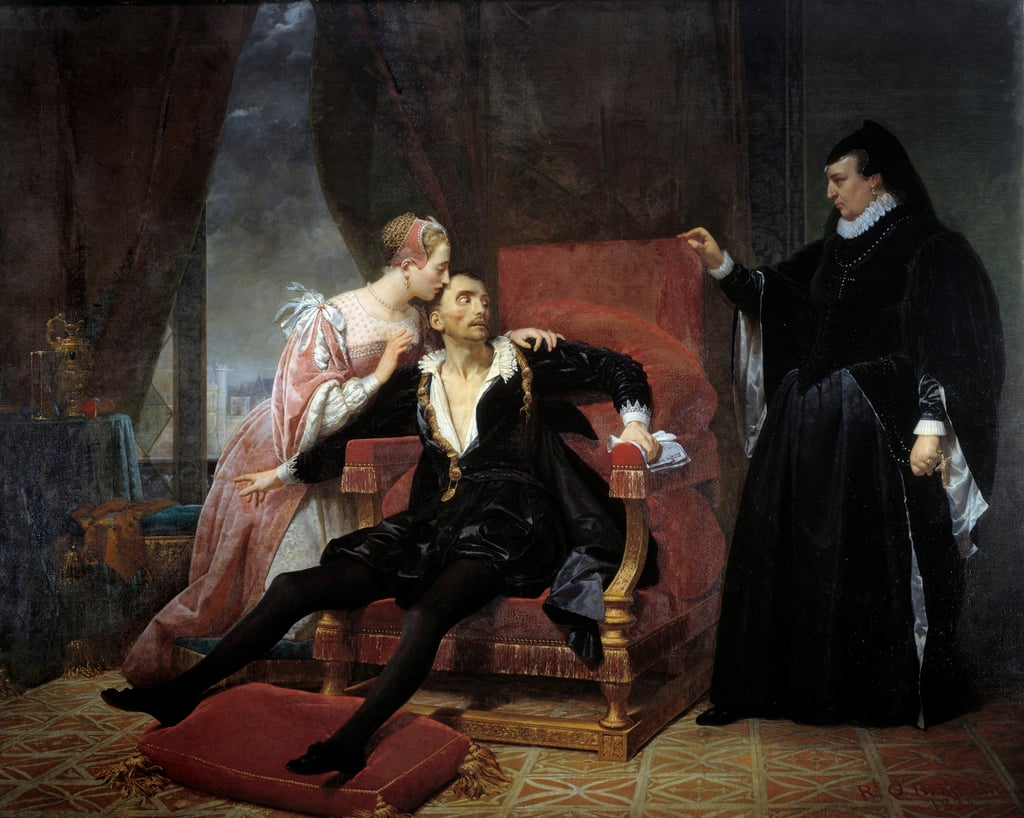
La Mort de Charles IX (1834), Montpellier, musée Fabre.
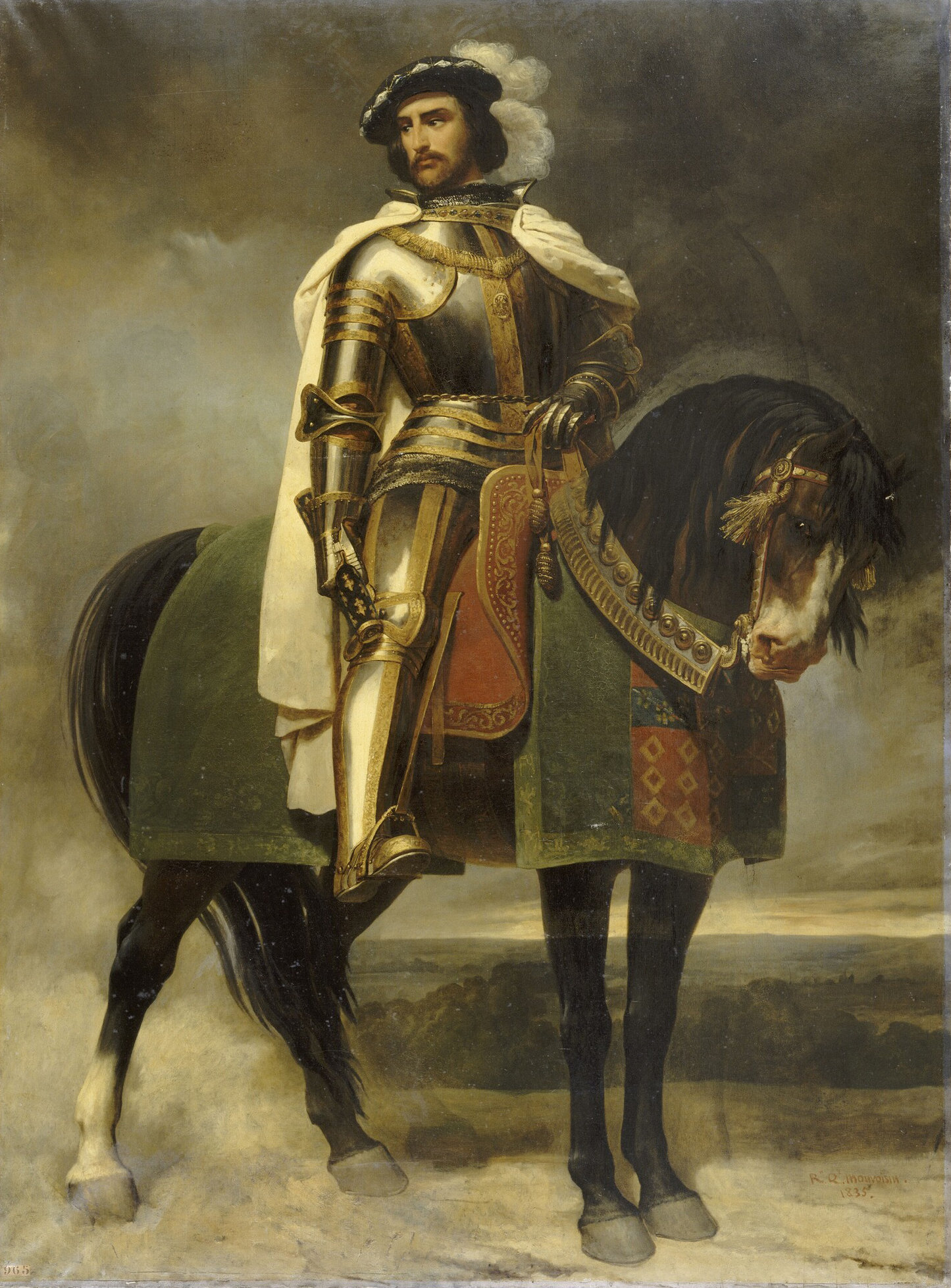
Pierre de Rohan, seigneur de Gyé (1835), Versailles, musée de l'Histoire de France.
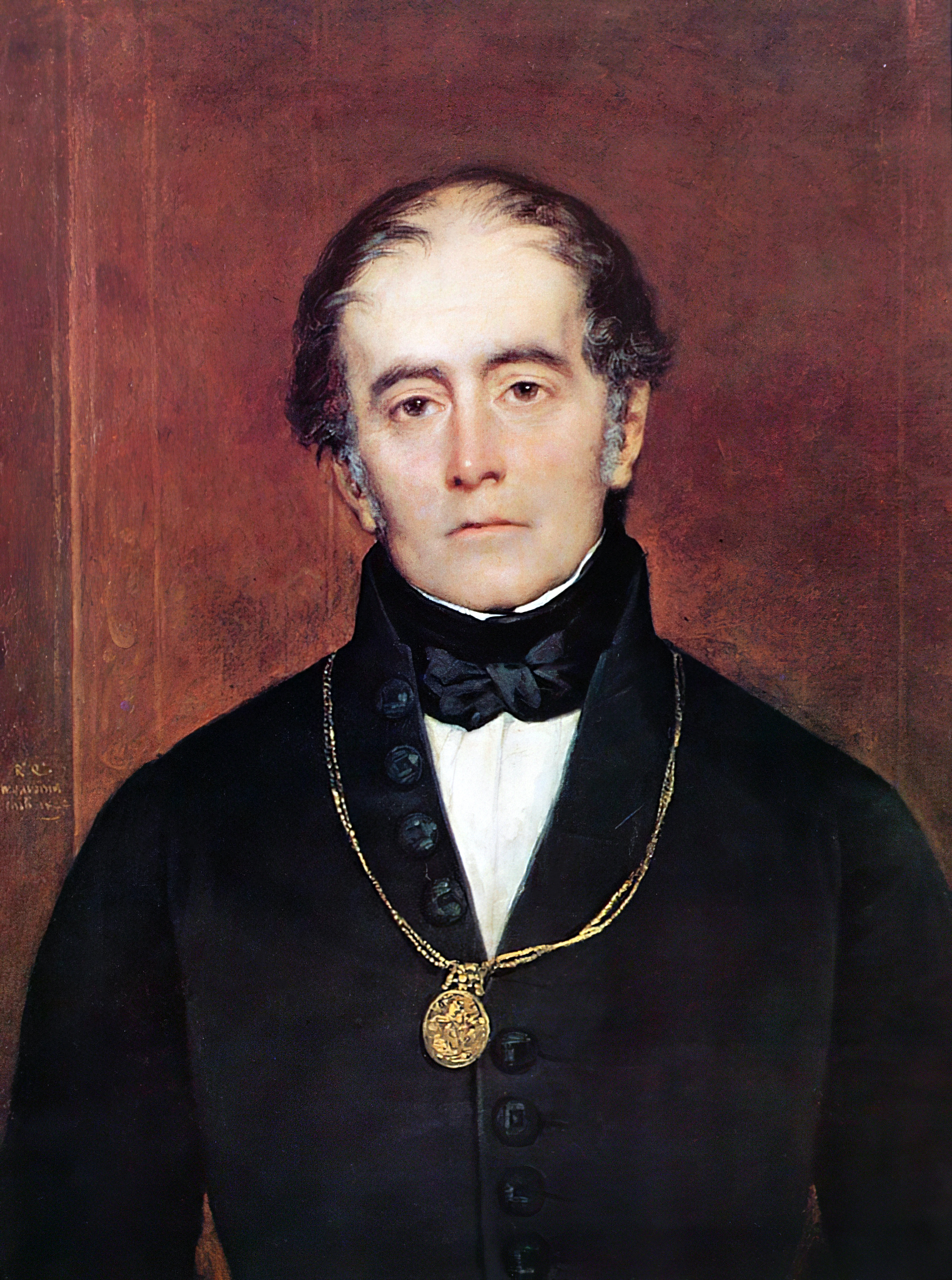
Andrés Bello (entre 1843 et 1858), Santiago du Chili, Casa Central (en).
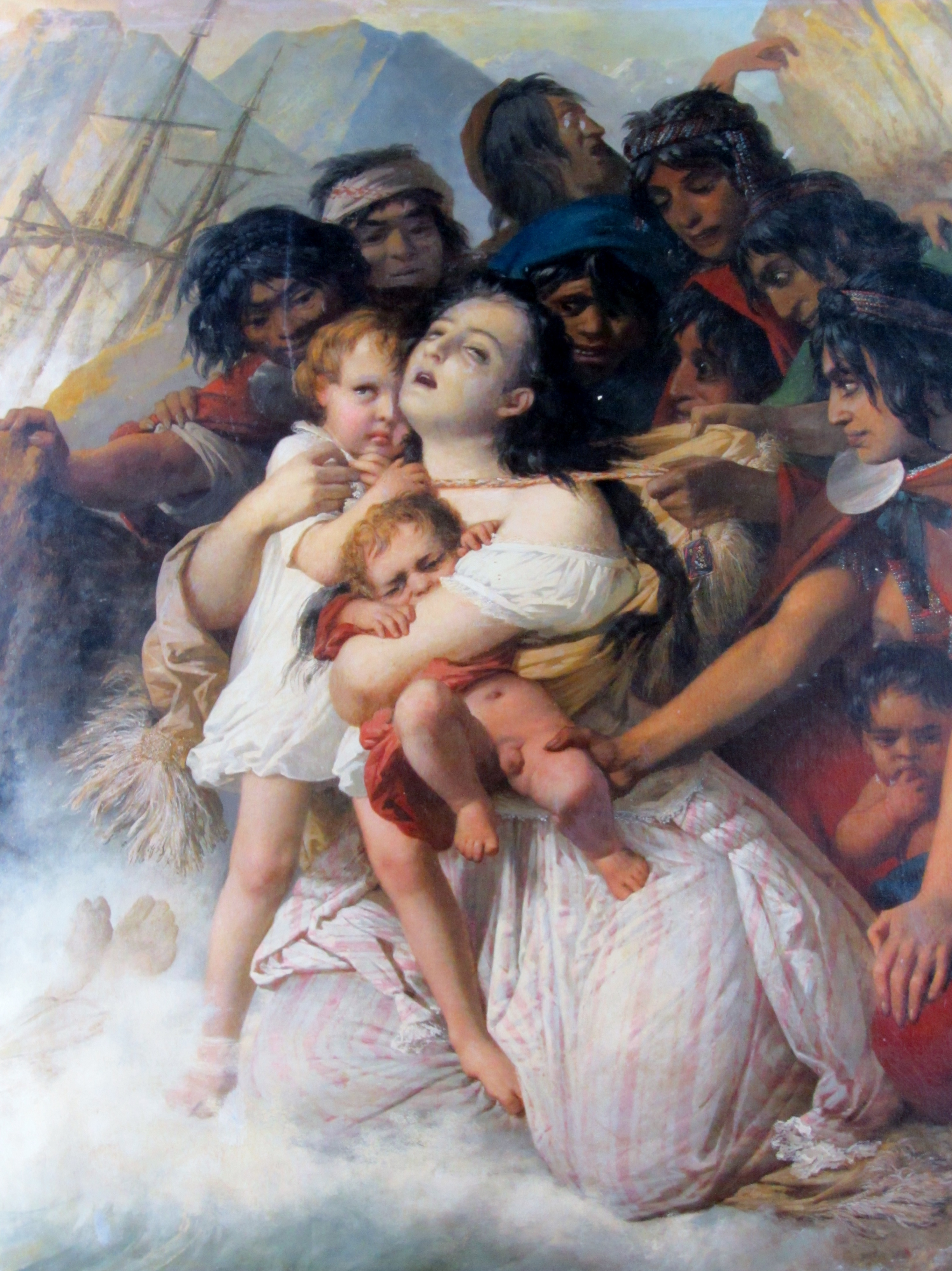
Le Naufrage du « Joven Daniel » (1859), Talca, musée des Beaux-Arts (es).
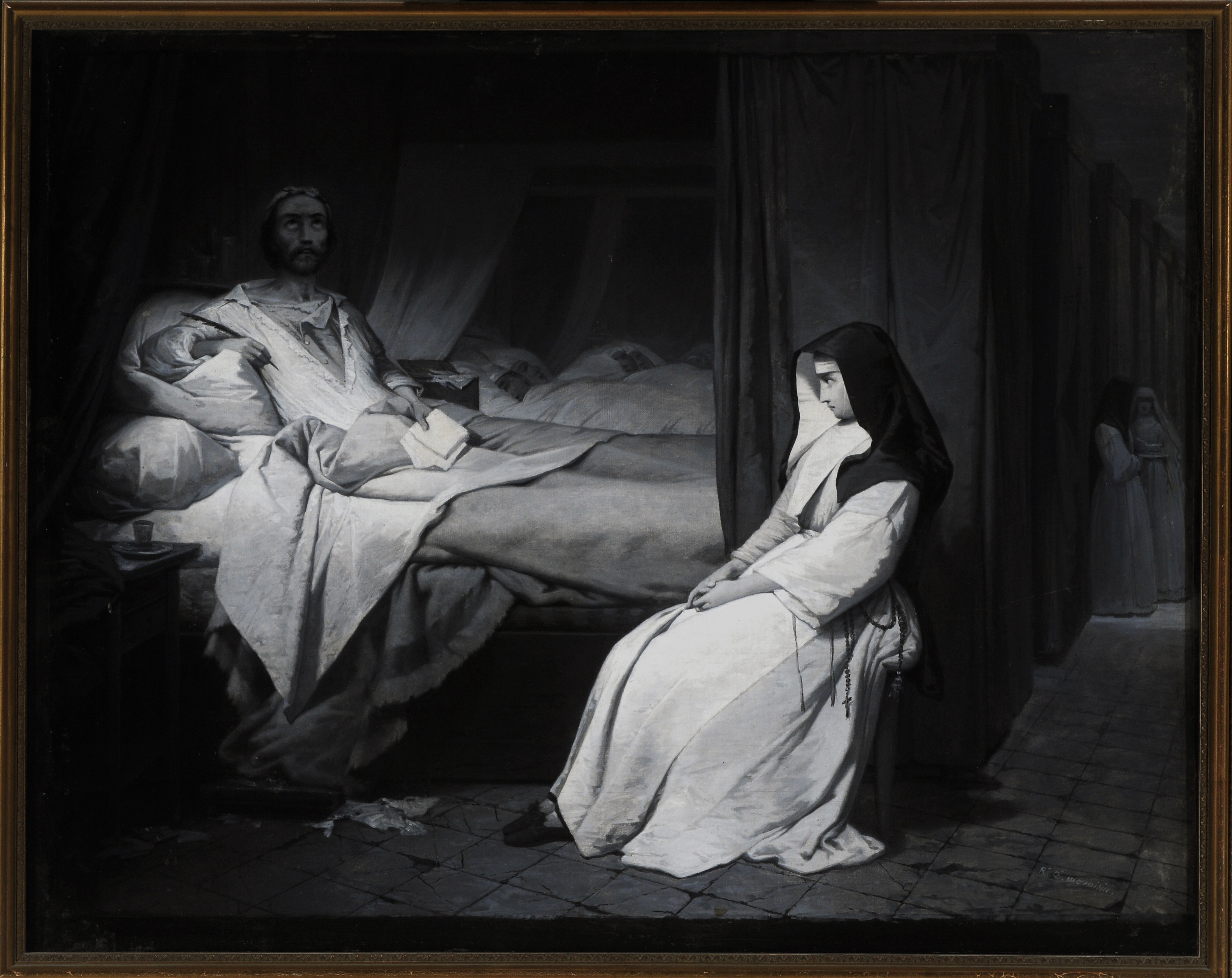
La Mort du poète, Nicolas Gilbert, Paris, musée de l'Assistance publique - Hôpitaux de Paris.
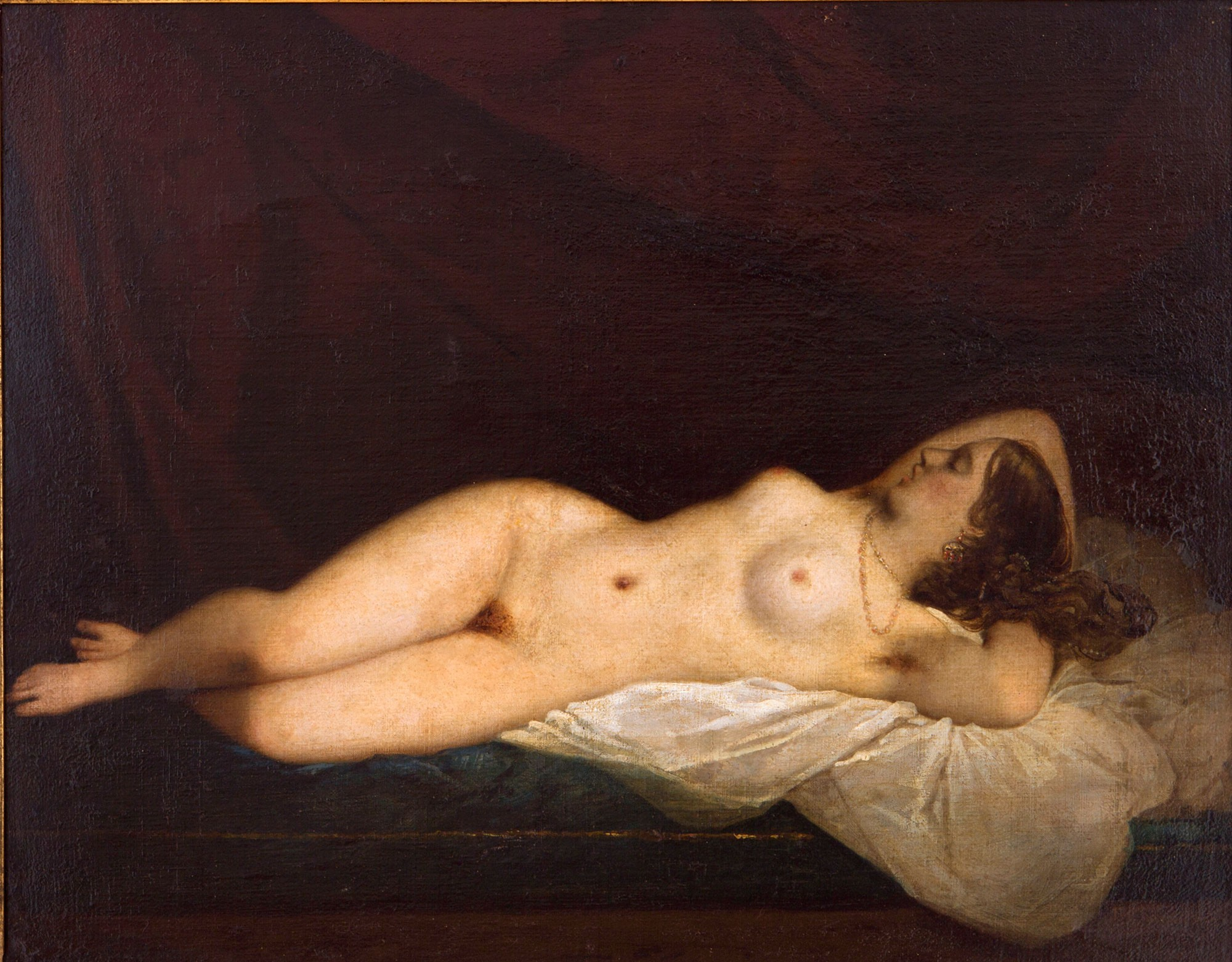
Odalisque, Buenos Aires, musée national des Beaux-Arts.
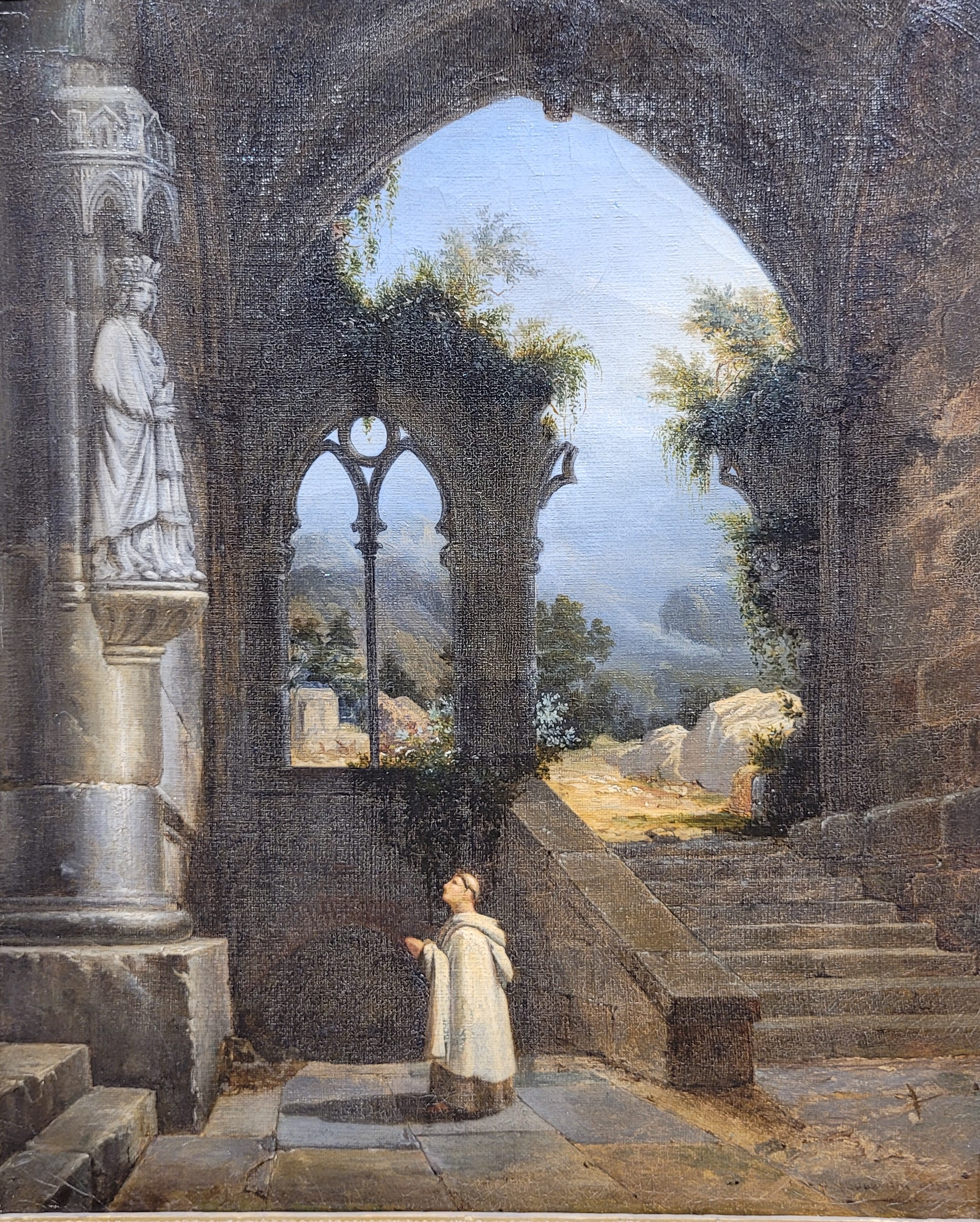
Ruines gothiques par Raymond Quinsac Monvoisin (1790-1870), huile sur toile, 1835, donné en 1836 au musée de Semur-en-Auxois

## Œuvres

### Argentine
- Buenos Aires :
  - musée national des Beaux-Arts :
    - Autoportrait ;
    - Odalisque.

  - musée historique national d'Argentine : Doña Dolores Correas, 1844.

### Brésil
- Rio de Janeiro, musée impérial du Brésil : Pedro II du Brésil à l'âge de 21 ans, 1847.

### Chili
- Conception, Maison de l'Art : 
  - Portrait de la mère de Ramírez Rosales, entre 1843 et 1858 ;
  - Sainte Cécile, avant 1870.
- Santiago du Chili : 
  - Banque centrale du Chili : Portrait de don Mariano Egan, 1827.
  - Casa Central (en), presbytère : Portrait de don Andrés Bello, entre 1843 et 1858.
  - musée national des Beaux-Arts :
    - Portrait du général Manuel Bulnes Prieto, 1843 ;
    - Adelaida Corradi de Pantanelli como Norma, 1845 ;
    - Portrait de l'évêque Diego Antonio de Elizondo y Prado, 1851 ;
    - La Capture de Caupolicán, 1854 ;
    - Portrait de Rafael Maroto et de Margarita Borgoño.

  - palais Cousiño :
    - Éloïse sur la tombe d'Abélard, avant 1843 ;
    - Charlotte Corday (Palais Cousiño), avant 1870.

- Viña del Mar, Palacio Vergara : 
  - Jeanne d'Arc (avant 1843)
  - Doña Dolores Pérez Álvarez (entre 1843 et 1858)

### France
- Amiens, musée de Picardie : Jeanne la Folle, reine de Castille, vers 1833[5].
- Montpellier, musée Fabre : La Mort de Charles IX, 1834.
- Orléans, musée des Beaux-Art : Rosemonde Clifford et le roi Henri II d'Angleterre, Salon de 1827.
- Paris : 
  - musée de l'Assistance publique - Hôpitaux de Paris : Mort du poète Nicolas Gilbert à l'Hôtel-Dieu de Paris[6].
  - musée du Louvre : L'Escarpolette, Salon de 1840.
- Semur-en-Auxois, musée municipal de Semur-en-Auxois, Ruines gothiques (1835), huile sur toile.
- Versailles, musée de l'Histoire de France :
  - Général Auguste-Marie-Henri Picot, comte De Dampierre, 1834 ;
  - Jean, dit Poton, seigneur de Xaintrailles, maréchal de France, Salon de 1836 ;
  - Clotaire II, dit le Jeune (584-629) roi de Neustrie et roi des Francs en 613, 1837 ;
  - Clotaire III (vers 652-673) roi de Neustrie et de Bourgogne ;
  - Lothaire de France empereur d'occident (941-986), 1838 ;
  - Chilpéric II (vers 670-721) roi de Neustrie, 1838 ;
  - Lothaire Ier (795-855) empereur d'Occident.
- Vizille, musée de la Révolution française : Le 9 thermidor.

### Pologne
- Cracovie, château du Wawel : Portrait d'enfant, années 1860.

### Localisation inconnue
- Ali Pacha et Vasiliki, gravé par Charles-Michel Geoffroy.